# Cementerio de la Almudena
El cementerio de Nuestra Señora de la Almudena (antiguamente cementerio del Este) es la principal necrópolis de  la ciudad  española de Madrid, y está en el barrio de Ventas, distrito de Ciudad Lineal. Con una extensión de 120 hectáreas, es el mayor cementerio de Europa Occidental. En 2021 fue distinguido con su inclusión en la lista de Cementerios singulares de la Comunidad de Madrid.
El número de personas inhumadas a lo largo de su historia (aproximadamente cinco millones) sobrepasa al de los actuales habitantes de la Villa y Corte. Recibe su nombre de la Virgen de la Almudena, patrona de la ciudad. Se encuentra delimitado por las avenidas de Daroca y de Las Trece Rosas y la carretera M-23.
En realidad, el cementerio de La Almudena surgió en 1884 como camposanto provisional junto a la Necrópolis del Este, entonces en construcción, aunque actualmente se engloba bajo su nombre todo el conjunto, integrado también por el Cementerio Civil de Madrid y el Cementerio Hebreo, situados al lado opuesto de la avenida de Daroca.
Fue el único cementerio de la capital desde 1884 hasta la construcción del Cementerio Sur en Carabanchel. Fue el único camposanto existente en la ciudad para la mayoría de la población, con la excepción de algunas sacramentales de diferentes cofradías religiosas.

## Historia

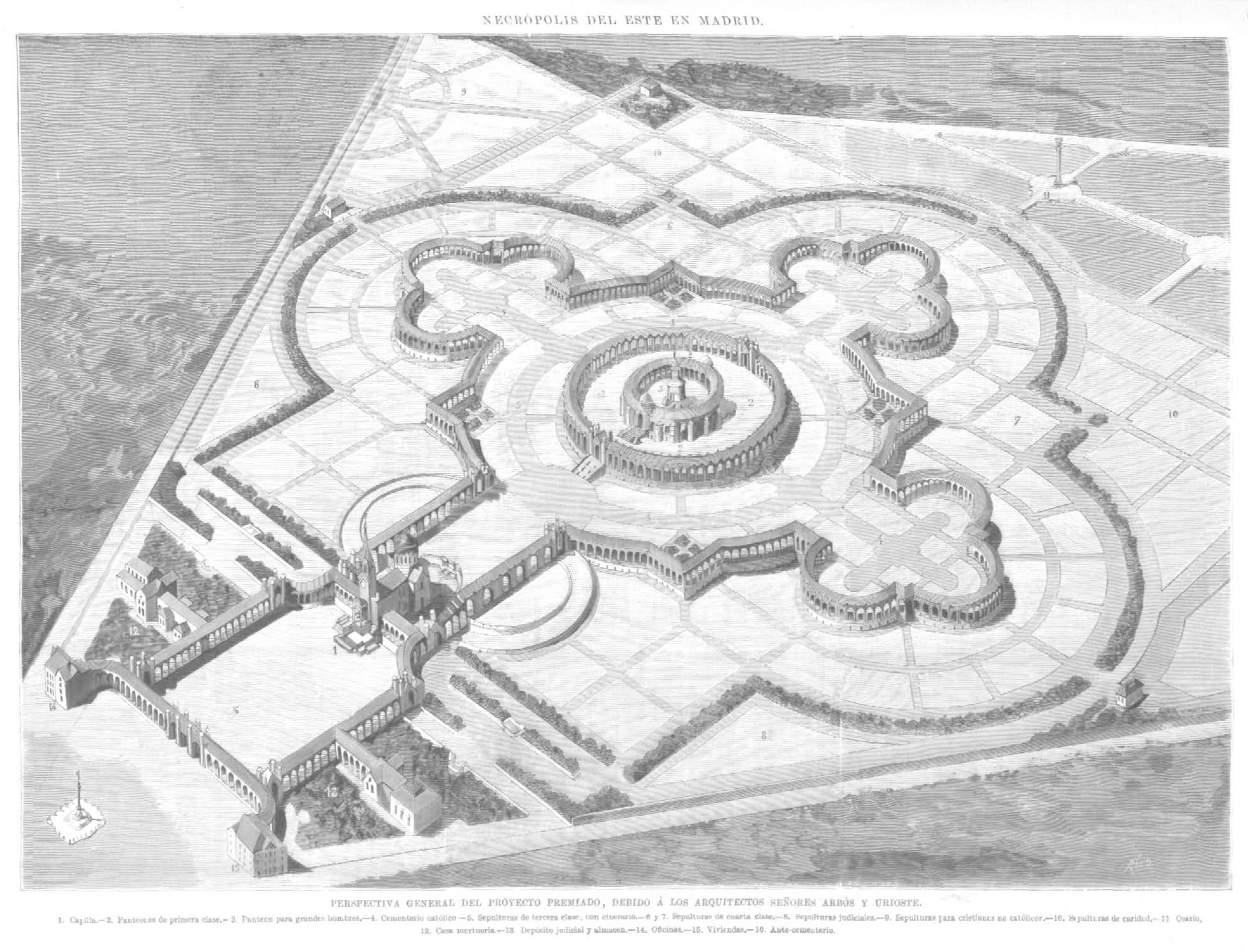
Perspectiva general del proyecto premiado de Arbós y Urioste para la necrópolis del Este, en La Ilustración Española y Americana (1878)

Ya desde el reinado de Carlos III se quiso trasladar los cementerios a las afueras de las ciudades, aunque esta pretensión chocó con los deseos de la Iglesia católica. A comienzos del siglo XIX, con José Bonaparte en el trono, se comienzan a construir los primeros cementerios extramuros. Según la real orden del 28 de agosto de 1850, los cementerios madrileños no podían situarse a menos de 1500 varas de la ciudad por el lado norte y, en el cuartel sur (la división administrativa de la época), no podía situarse ningún camposanto en la orilla izquierda del río Manzanares.
Posteriormente, por una ley municipal de 1868, los ayuntamientos debían encargarse de la administración y conservación de los cementerios, por lo que el 28 de mayo de 1876 se creó una comisión encargada de la construcción de la llamada «Necrópolis del Este», que estaría ubicada en la parte oriental de la ciudad, en el entonces pueblo, y hoy distrito de la capital, de Vicálvaro, para lo cual el ayuntamiento compró los terrenos denominados de «La Elipa», que se incluyeron en el municipio de Madrid. También existía el proyecto de construir la «Necrópolis del Oeste», aunque no llegó a realizarse.

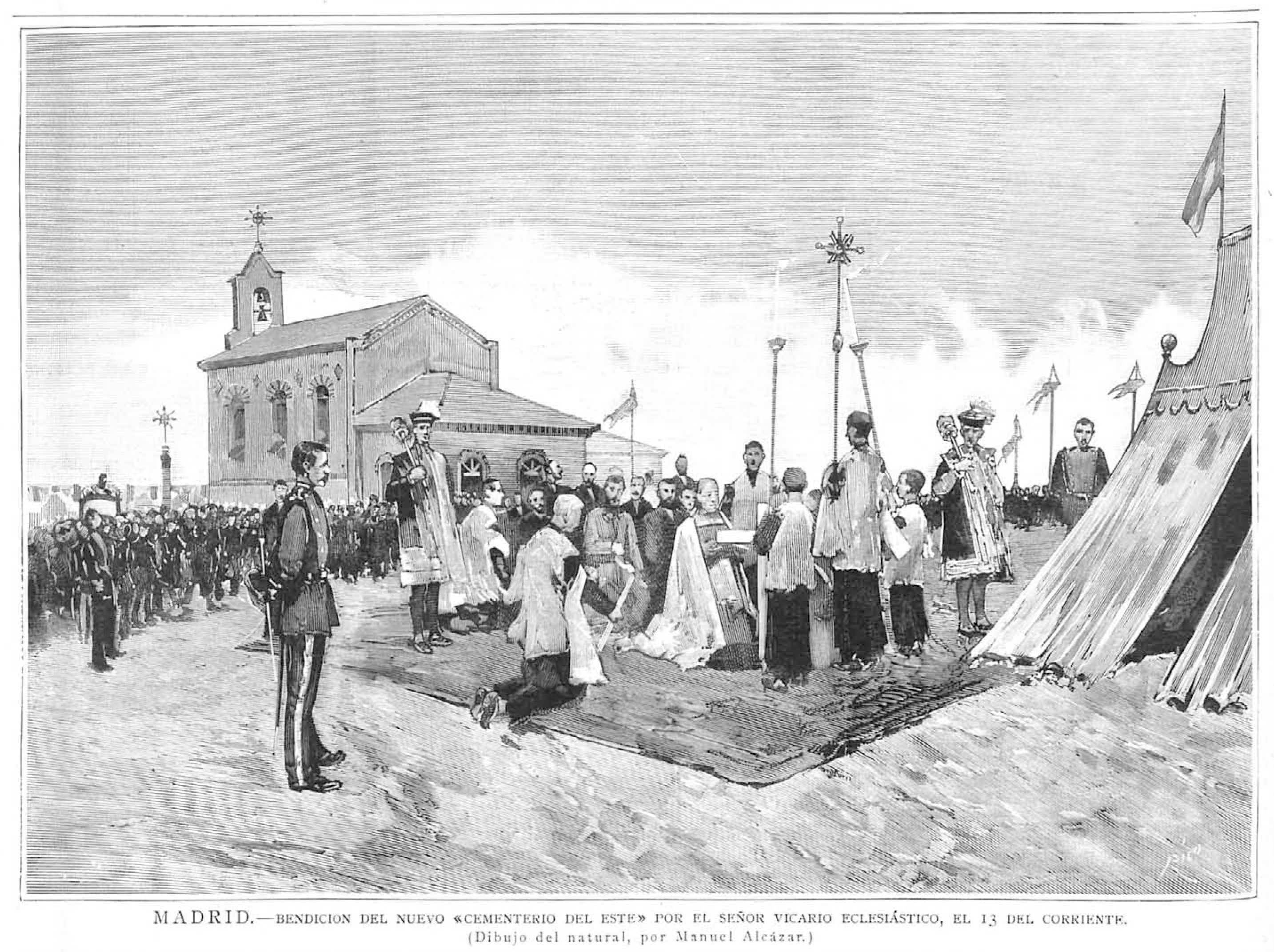
Bendición del nuevo cementerio del Este el 13 de septiembre de 1884 (dibujo de Manuel Alcázar en La Ilustración Española y Americana)

Los arquitectos Fernando Arbós y Tremanti y José Urioste y Velada ganaron el concurso de construcción de la necrópolis, que comenzó al año siguiente. El proyecto tenía en cuenta la topografía del terreno, una loma con el punto más alto situado a 695 metros, para que la construcción resultara menos cara por el menor movimiento de tierras y para que se produjera, por razones higiénicas, una buena circulación de aire. Con influencias de los cementerios de Génova y Viena, el cementerio se dividía en cinco bancales, cada uno cinco metros por debajo del anterior. En los muros de contención se ubicaban los nichos. La capacidad original de esta necrópolis era de 62 291 sepulturas, admitiendo 7000 enterramientos al año, casi la mitad de la mortandad anual de la ciudad en esa época, que era de 15 000 personas.

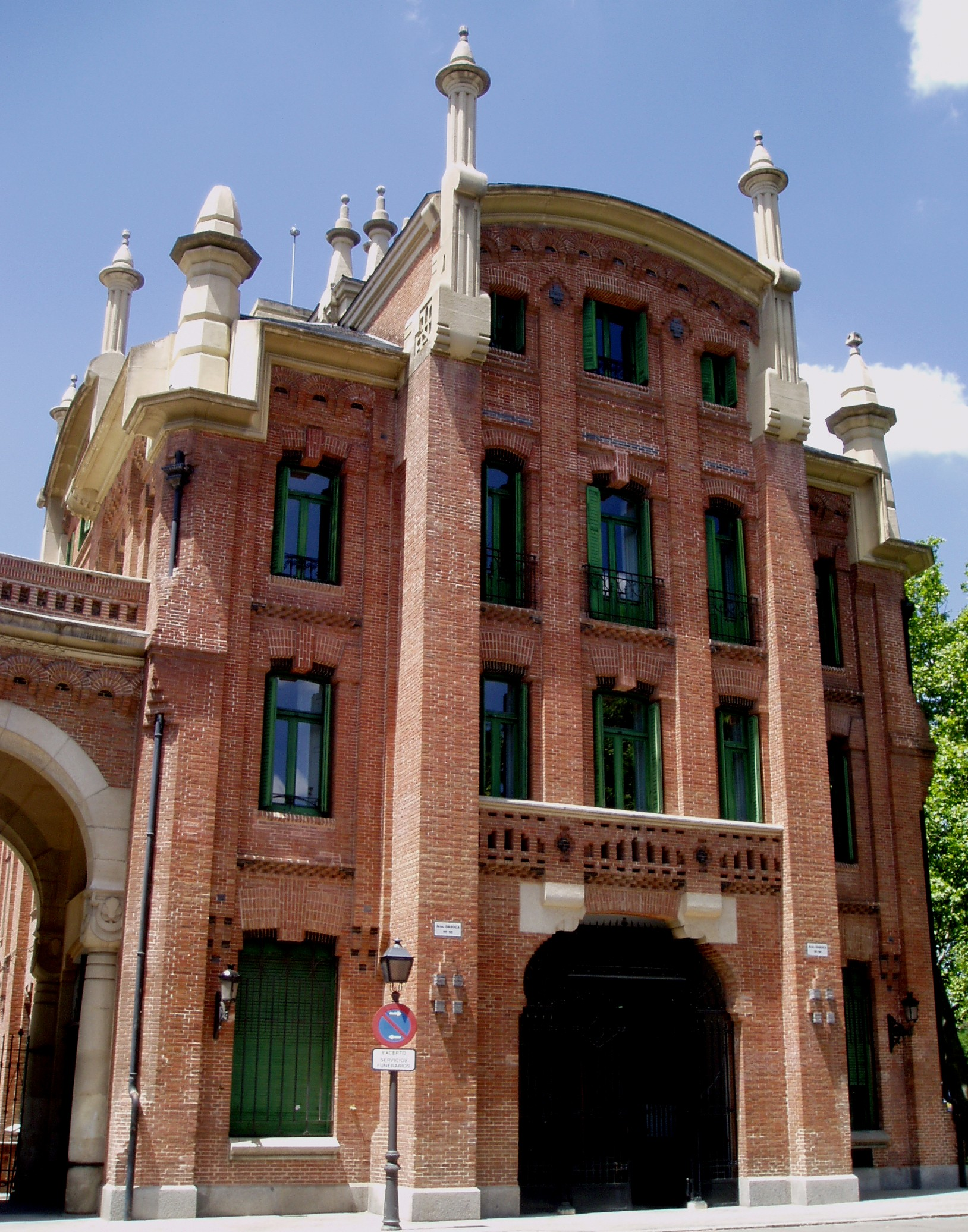
Uno de los edificios situados a ambos lados del pórtico de entrada.

Durante 1884 y 1885, estando todavía en construcción la necrópolis, hubo una epidemia de cólera en la ciudad, por lo que se decidió habilitar un cementerio provisional, llamado «de epidemias», que comenzó a funcionar el 15 de junio de 1884 y que se denominó «Cementerio de Nuestra Señora de la Almudena». El 1 de septiembre dejaron de funcionar siete de los once cementerios de la ciudad, perviviendo solo los de las sacramentales de San Isidro, San Justo, Santa María y San Lorenzo.
En 1905 el arquitecto municipal Francisco García Nava se hizo cargo de las obras, dándole al complejo la apariencia que ha llegado a nuestros días. Sustituyó el proyecto neobizantino inicial, propuesto por Arbós y Urioste, por una solución modernista, con influencias secesionistas y gaudianas, en la que confluyen elementos simbolistas y exóticos. En 1916, bajo su dirección, se procedió a aumentar el número de sepulturas, hasta un total de 81.638 y una capacidad de 885.000 enterramientos (17.700 al año).
En 1925 se inauguró oficialmente la necrópolis. Dos años después, García Nava, teniendo en cuenta los planes de ampliación y el índice de mortandad, calculó que el cementerio tendría capacidad hasta el año 2000, aunque tan solo treinta años después ya tuvo que ampliarse.

## Descripción

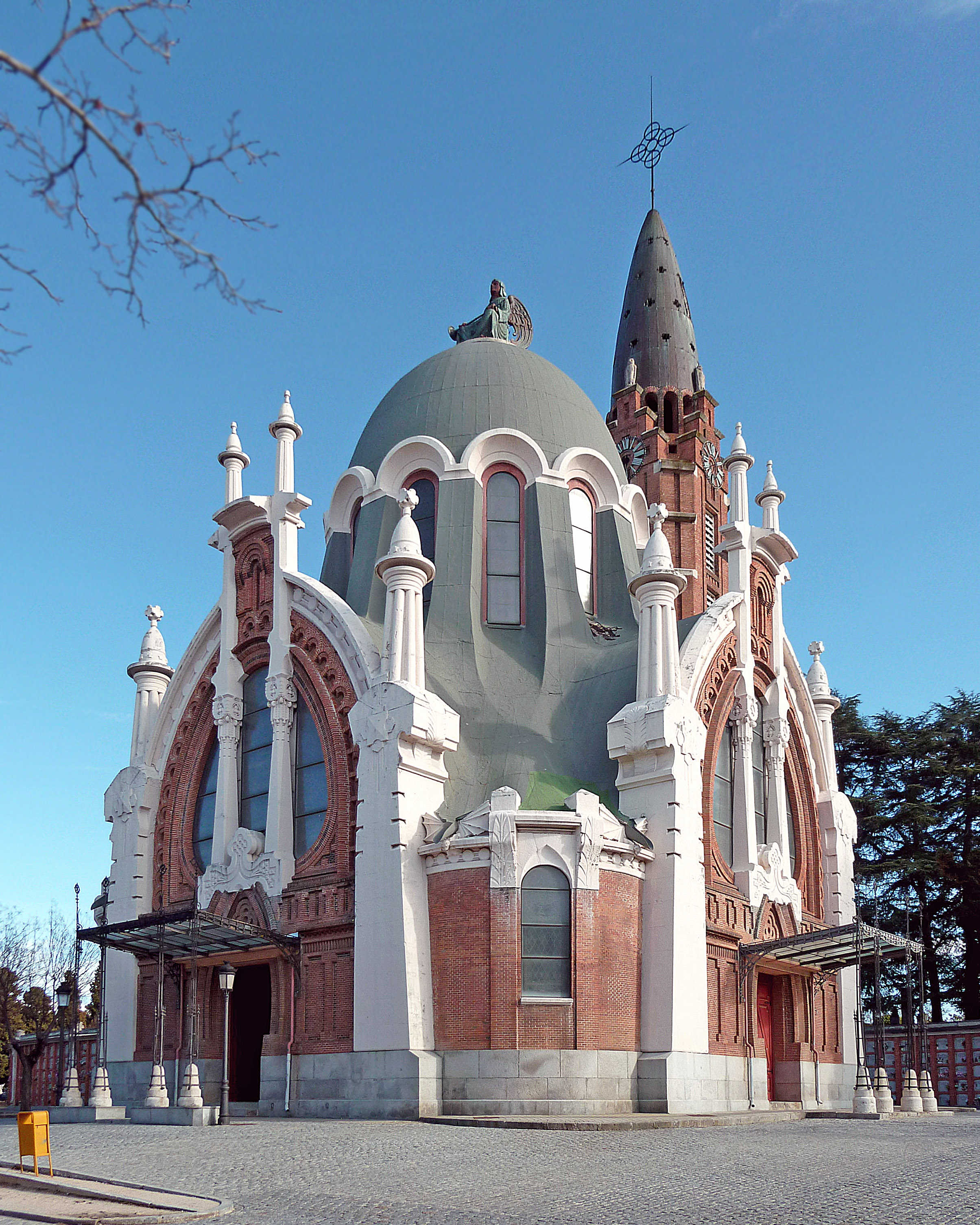
Capilla.

El actual cementerio puede dividirse en tres partes: la necrópolis, el cementerio original y la ampliación de 1955.

La necrópolis fue inicialmente proyectada por Arbós y Urioste. La entrada principal está situada en el vértice noroeste del recinto, que tiene forma triangular, en la confluencia de las avenidas de Daroca y de las Trece Rosas, donde hay unos jardines. A continuación se encuentra el pórtico de entrada. Este es de estilo modernista con influencia neomudéjar, utilizando el ladrillo, granito para el basamento y piedra caliza para las columnas. Tiene en el centro tres arcos de entrada, delimitados por columnas dobles terminadas en altos pináculos, y cubiertos por sendas cúpulas. Sobre el arco central está representada la figura de Dios Padre. A ambos lados continúa el pórtico con otros ocho arcos iguales, uno más con gruesas columnas y bóveda, otros cuatro que giran noventa grados el conjunto y sendos edificios de oficinas. Detrás del pórtico hay unos jardines y dos edificios más.

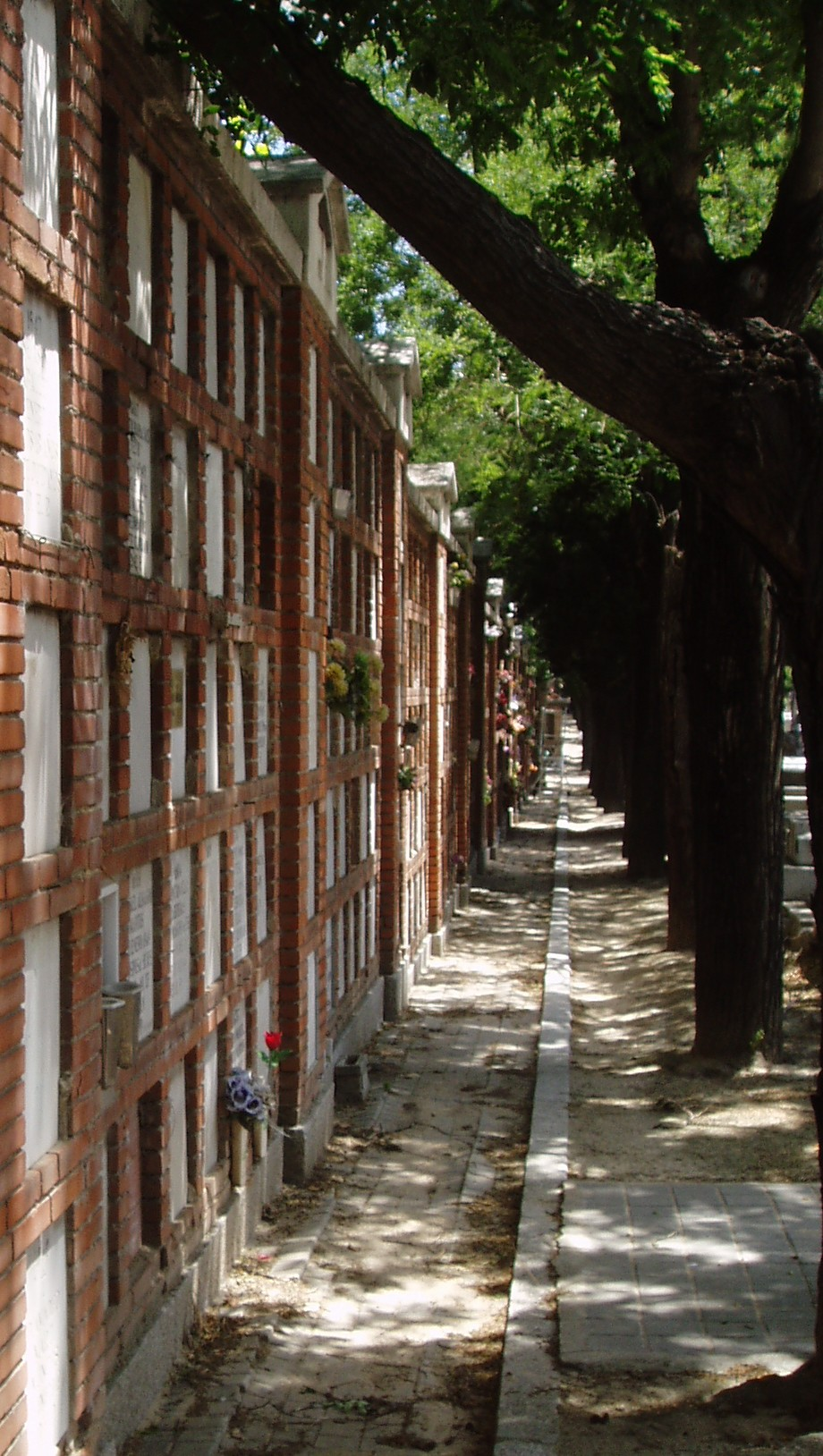
Nichos adosados a la tapia de la avenida de Daroca.

La necrópolis tiene forma basilical, de cruz griega, con sus cuatro lados formados por otros tantos ábsides trilobulados inscritos a su vez en otros semicirculares exteriores. Solo el lóbulo central del ábside situado a los pies es cóncavo, diferente al resto, dejando así en su interior, frente a los jardines de entrada, espacio para la capilla de la necrópolis. Esta también es de planta de cruz griega y del mismo estilo que el pórtico de entrada, con una torre en la pared sureste.

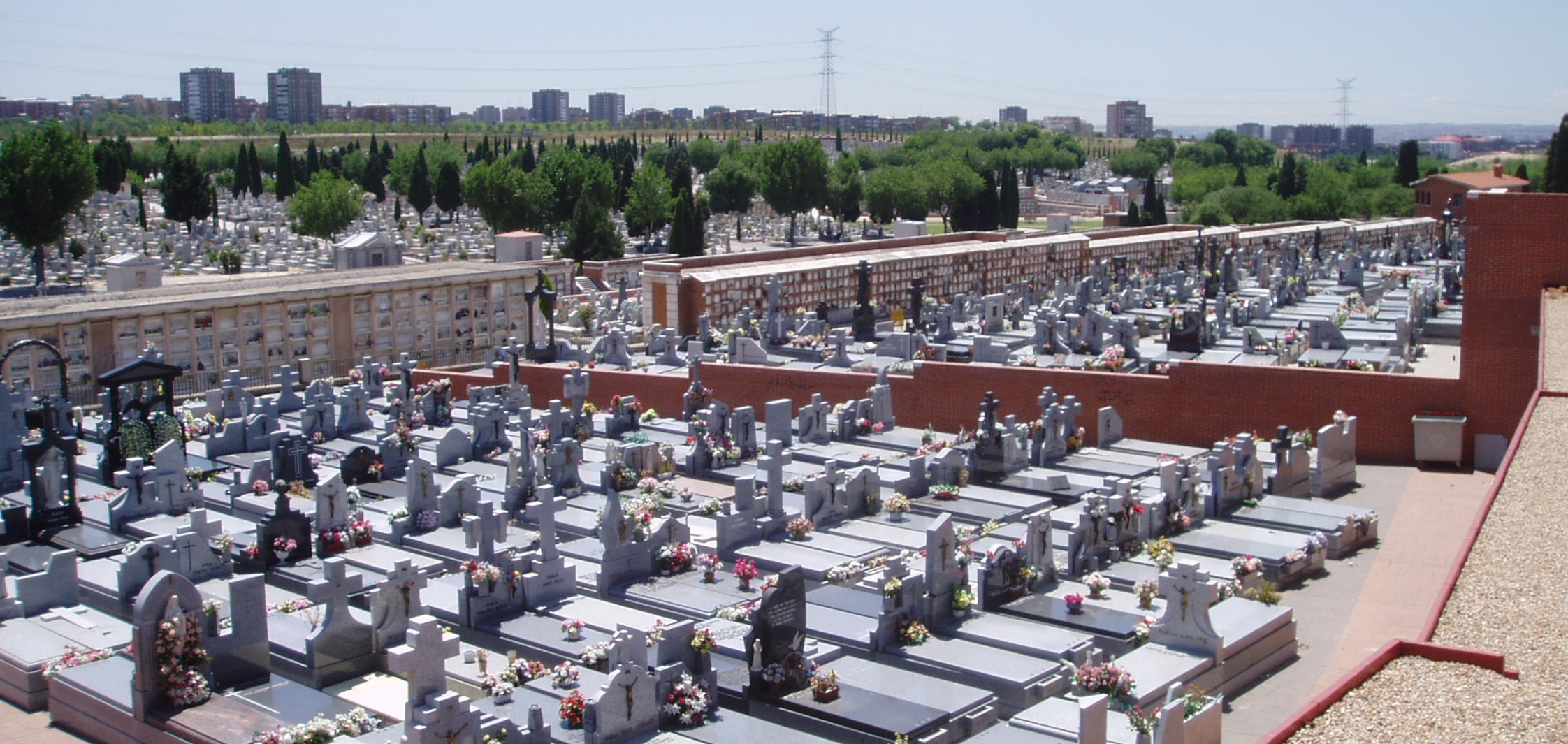
Ampliación.

La zona central de la necrópolis, un círculo de 75 metros de diámetro, aprovecha la elevación del terreno como si se tratara de la cúpula de la basílica. Para la zona central de este círculo se proyectó originalmente un monumento con una cripta, con toda el área ocupada por enterramientos de personajes célebres. Desde aquí el terreno desciende en gradas concéntricas denominadas mesetas.
Hacia el este de la necrópolis se encuentra el primitivo cementerio de Nuestra Señora de La Almudena, inaugurado provisionalmente en 1884 con motivo de la epidemia de cólera. Su capacidad era de 23.808 enterramientos y posteriormente se incluyó en el proyecto general de la necrópolis, a la que acabó dando nombre.
A estas dos partes hay que añadir la ampliación realizada en 1955, en la que en la década de 1970 se inauguró el crematorio.
Son numerosos los panteones, sepulturas, capillas y monumentos de interés artístico, datando los más antiguos de ellos de finales del siglo XIX; interesantes muestras escultóricas y arquitectónicas de diversos estilos (neogótico, neorrománico, eclecticismo, modernismo, neoclasicismo) jalonan todo el cementerio. Bellos panteones o mausoleos, como el de los vizcondes de Llanteno —con curiosos detalles de influencia mesopotámica y egipcia—, el de la familia Zorrilla Alaber —de estilo modernista— o el sepulcro del poeta Quintana, de recargada decoración, destacan entre el resto de sepulturas.
Se calcula que actualmente, de los 25 000 muertos anuales que habitualmente hay en Madrid, 7500 van a parar al Cementerio de la Almudena.

## Sepulturas de personas relevantes

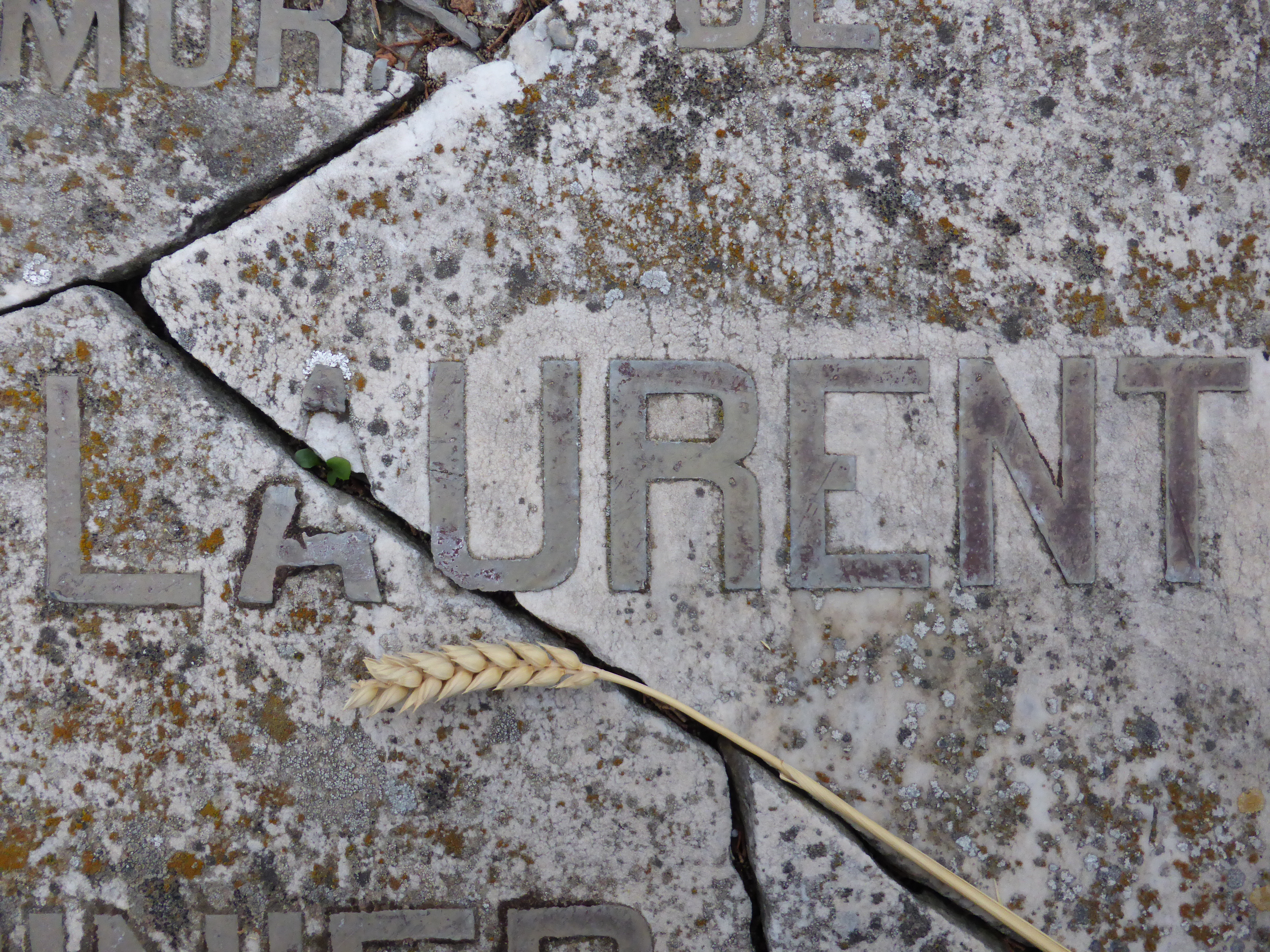
Detalle de la lápida de la tumba del fotógrafo J. Laurent (1816-1886).

- Fernando Aguirre Rodil (1882-1965), actor
- Niceto Alcalá-Zamora (1877-1949), presidente de la Segunda República Española
- Vicente Aleixandre (1898-1984), escritor, Premio Nobel de Literatura
- Dámaso Alonso (1898-1990), escritor
- Francisco Alonso (1887-1948), compositor
- José Luis Álvarez Álvarez (1930-2023), político, alcalde de Madrid
- Blanca Álvarez Mantilla (1931-2000), presentadora de televisión
- José María Alvira (1864-1938), compositor
- Santiago Amón (1927-1988), poeta, escritor y periodista
- Ángel de Andrés (1918-2006), actor
- Ataúlfo Argenta (1913-1958), director de orquesta
- Juan Bautista Aznar-Cabañas (1860-1933), presidente del Consejo de ministros
- Luis Barbero (1916-2005), actor

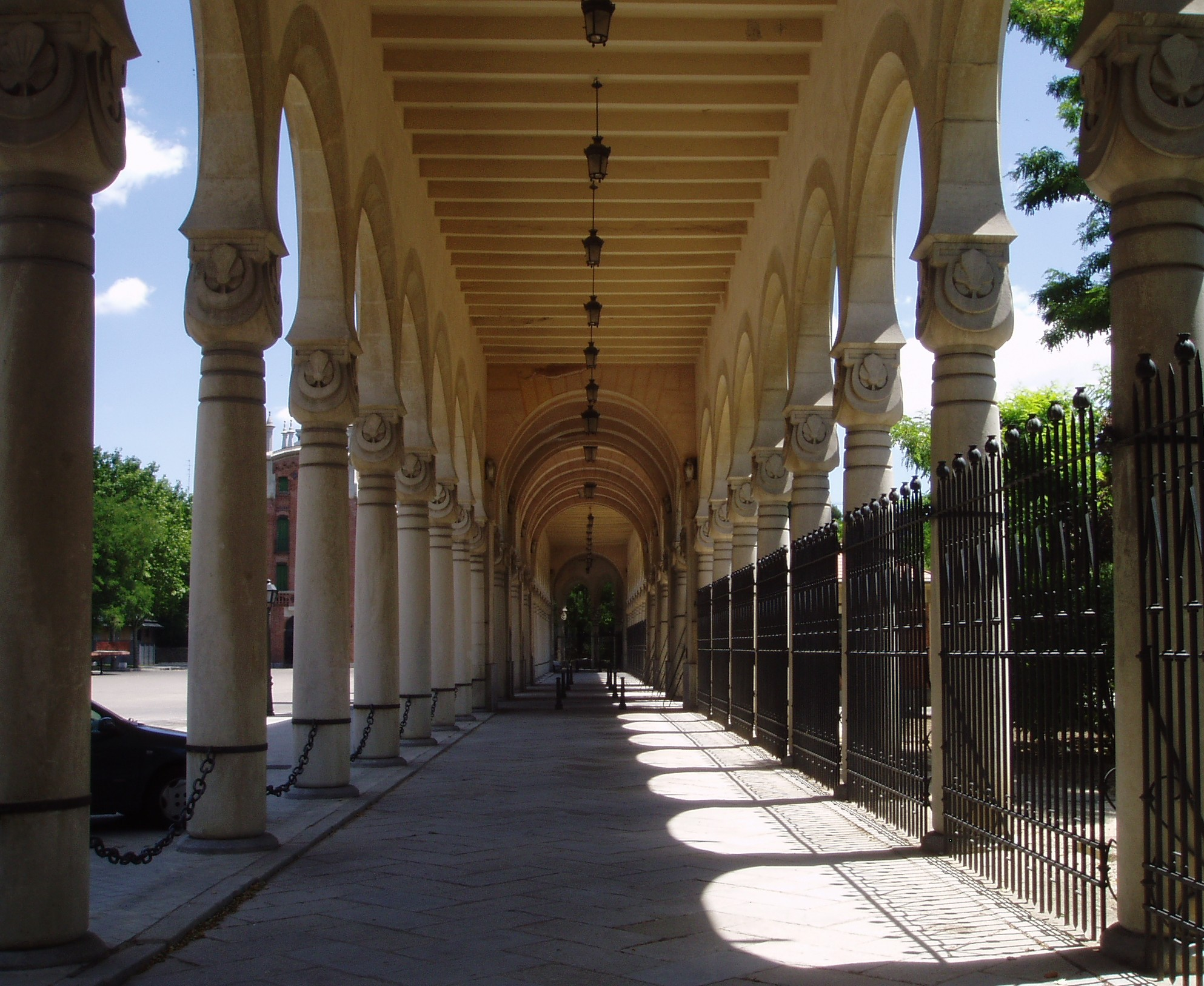
Vista interior del pórtico de entrada.

- Pío Baroja (1872-1956), escritor
- José Bódalo (1916-1985), actor
- Tomás Bretón (1850-1923), compositor
- Leandro de Borbón (1929-2016), hijo de Alfonso XIII
- Vicente de Cadenas y Vicent (1915-2005), escritor
- Julia Caba Alba (1902-1988), actriz
- José María Caffarel (1919-1999), actor
- Rafael Calleja (1870-1938), compositor
- José Calvo Sotelo (1893-1936), político
- José Canalejas (1854-1912), político, presidente del Consejo de Ministros
- Estrellita Castro (1914-1983), cantante y actriz
- José Manuel Cortizas (1963-2021), actor
- Ángel Cristo (1944-2010), artista circense
- Juanita Cruz (1917-1981), primera mujer torera
- José Cubero "El Yiyo" (1964-1985), torero
- Antonio Chacón García (1869-1929), cantaor flamenco
- Antonio Chenel (1932-2011), torero
- Marujita Díaz (1932-2015), cantante y actriz
- Alfredo Di Stéfano (1926-2014), futbolista, presidente honorario del Real Madrid

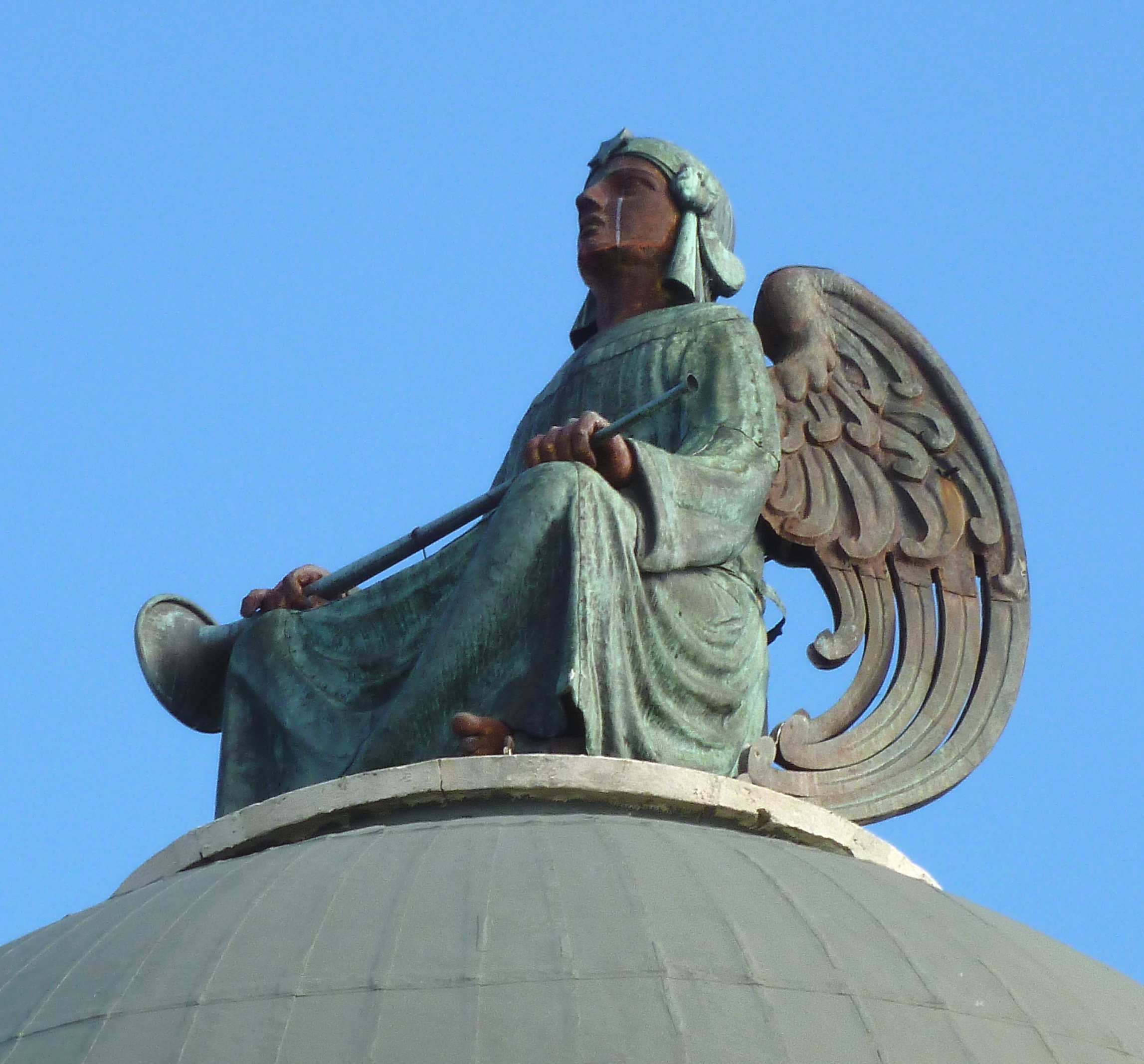
Ángel de la cúpula de la capilla.

- Antonio Flores (1961-1995), músico
- Lola Flores (1923-1995), cantante, bailarina y actriz
- Antonio Garisa (1916-1989), actor
- Rodolfo Gil Benumeya (1901-1975), escritor
- Rodolfo Gil Benumeya Grimau (1931-2008), escritor
- Jesús Gil y Gil (1933-2004), empresario y político, presidente del Club Atlético de Madrid
- José María Gil-Robles (1898-1980), ministro y político de la Segunda República Española
- Julián Grimau García (1911-1963), político
- Jacinto Guerrero (1895-1951), compositor
- Irene Gutiérrez Caba (1930-1995), actriz
- José Gutiérrez Solana (1886-1945), pintor y escritor
- Mateo Inurria, escultor
- Jean (o Juan) Laurent (1816-1886), fotógrafo
- Rafael de León (1908-1982), escritor
- Alejandro Lerroux (1864-1949), ministro y primer ministro de la Segunda República Española
- Vicente Lleó Balbastre (1870-1922), compositor
- Laureano López Rodó (1920-2000), ministro y político
- Jose Luis Lopez Vazquez (1922-2009), actor
- Pablo Luna (1879-1942), compositor
- Manuel Machado (1874-1947), escritor
- Gregorio Marañón (1887-1960), médico e historiador
- Julián Marías (1914-2005), filósofo
- Fernando Martín Espina (1962-1989), jugador de baloncesto
- Martín Ángel Martín Rodríguez (1929-1987), inventor.
- Carlos Marín (1968-2021), cantante de Il Divo
- Alfredo Mayo (1911-1985), actor
- Rafael Millán Picazo (1893-1957), compositor
- José Millán-Astray (1879-1954), militar
- Lina Morgan (1937-2015), actriz, vedette, humorista y cantante
- Matilde Muñoz Sampedro (1900-1969), actriz
- Fermina Oliva y Ocaña (1872-1969), superviviente española del Titanic
- Juan Carlos Onetti (1909–1994), escritor
- Luis Osorio de Moscoso y Borbón (1849-1924), aristócrata y mecenas, bisnieto de Carlos IV
- Encarna Paso (1931-2019), actriz
- Josep Piqué (1955-2023), político
- Laura Valenzuela (1931-2023), presentadora y actriz.
- Emma Penella (1931-2007), actriz de cine, teatro y televisión
- Luis Peña (1918-1977), actor
- Ramón Pérez de Ayala (1880-1962), escritor
- Benito Pérez Galdós (1843-1920), escritor
- Ángel Picazo (1917-1998), actor
- Emiliano Piedra (1931-1991), productor de cine
- Mari Carmen Prendes (1906-2002), actriz
- Mercedes Prendes (1908-1981), actriz
- Elías Querejeta (1934-2013), actor y director de cine
- Manuel José Quintana (1772-1857), poeta
- Federico Romero (1886-1976), autor teatral
- Santiago Ramón y Cajal (1852-1934), científico, Premio Nobel de Medicina
- Olga Ramos (1918-2005), cantante
- Aurora Redondo (1900-1996), actriz
- Fernando Rey (1917-1994), actor
- Dionisio Ridruejo (1912-1975), escritor
- Josefina Samper (1927-2018), activista
- Teodoro San José (1866-1930), compositor
- Salvador Sánchez, Frascuelo (1842-1898), torero
- Rafael Sánchez Ferlosio (1927-2019), escritor
- José Sazatornil (1925-2015), actor
- Carlos Seco Serrano (1923-2020), escritor e historiador
- José Serrano Simeón (1873-1941), compositor
- Cecilia Sobredo (1948-1976), cantante
- Arturo Soria (1844-1920), arquitecto y urbanista
- Pablo Sorozábal (1897-1988), compositor
- Reveriano Soutullo (1880-1932), compositor
- Enrique Tierno Galván (1918-1986), político, alcalde de Madrid
- Leopoldo Torres Boursault (1941-2021), político y abogado
- Francisco Umbral (1932-2007), escritor
- Enrique Urquijo (1960-1999), cantante
- Juan Vert (1890-1931), compositor
- Frank Yerby (1916-1991), novelista
- Julián Zugazagoitia (1899-1940), político, periodista y escritor socialista

Cementerio civil

## Monumentos conmemorativos
- Monumentos a los Caídos de la División Azul.
- Monumentos a los Héroes de Cuba.
- Monumentos a los Héroes de Filipinas.
- Monumentos a los Fallecidos en el Teatro Novedades.
- Monumento a las Trece Rosas.

## Fusilamientos durante y tras la Guerra Civil

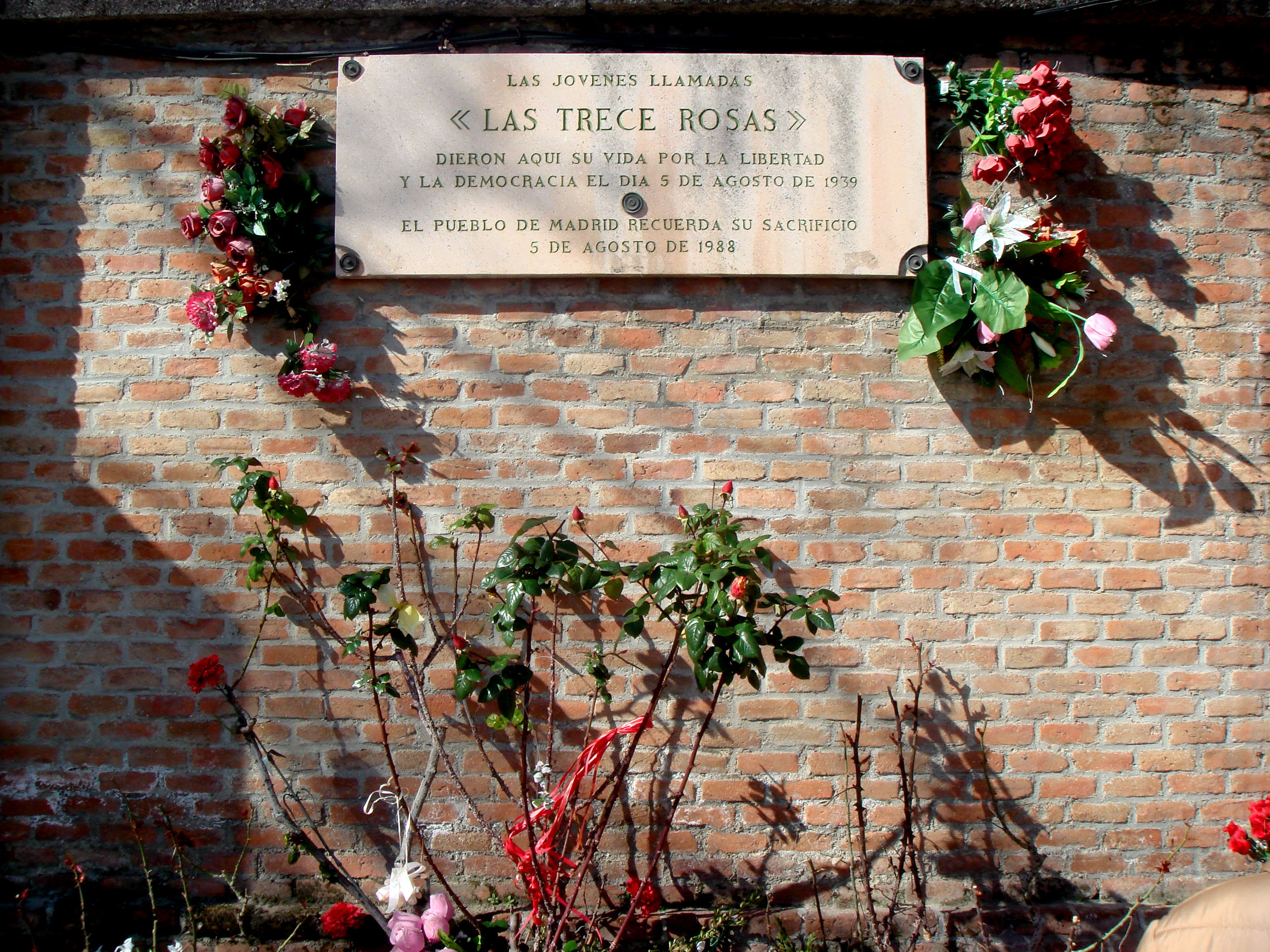
Monumento homenaje a Las Trece Rosas.

Durante la Guerra Civil hubo fusilamientos tanto militares como civiles en el entonces denominado Cementerio del Este, condenados por los tribunales populares de la República o sin juicio previo, a manos de fuerzas republicanas. Entre otros:
- Joaquín Milans del Bosch (1854-1936), militar español de 82 años.
- José Martínez Valero, militar español.

Entre los años 1939 y 1945 más de 2500 personas, condenadas a muerte por la jurisdicción militar franquista mediante consejos de guerra sumarísimos, fueron fusiladas en las tapias del cementerio. Sus nombres y las circunstancias de sus muertes figuran inscritos en el registro de enterramientos del cementerio. Entre ellos cabe destacar a:
- Julián Zugazagoitia Mendieta (1899-1940), político, periodista y escritor socialista español.
- Francisco Cruz Salido (1898-1940), periodista y escritor socialista español.
- Cayetano Redondo (1888-1940), periodista y político español.
- Las Trece Rosas (1939), nombre colectivo dado a trece muchachas fusiladas poco después del fin de la guerra civil española.
- Manuel Pina Picazo (1942), campeón de España de esquí y marido de Margot Moles.

En el siglo XXI se colocaron placas con los nombres de los republicanos represaliados, que poco después fueron retiradas por no estar claro si cumplían la Ley de Memoria Histórica.

## Cremaciones e inhumaciones
El Crematorio del Cementerio de La Almudena se inauguró en 1973 y fue el primero en España. En un principio la mayoría de los usuarios eran los extranjeros que fallecían en Madrid y alrededores, siendo el coste de 500 pesetas, a lo que se sumaba el valor de la urna, entre 300 y 1000 pesetas.
En 1981 solo se incineró al 1,5 % de los fallecidos en Madrid mientras que al 98,5 % restante se les dio sepultura. En los últimos años ha ido en aumento el número de personas que se incineran llegando así a un 65% de incineraciones frente al 35 % de inhumaciones en 2017. En 2019 las incineraciones alcanzan el 70 % del total de servicios.

## Localizaciones de cine
En este cementerio se ha rodado infinidad de películas españolas, tales como: El cochecito (Marco Ferreri, 1960), Los dinamiteros (Juan García Atienza, 1964), La ciudad no es para mí (Pedro Lazaga, 1966), Navajeros (Eloy de la Iglesia, 1980), Tacones lejanos (Pedro Almodóvar, 1991), Kika (Pedro Almodóvar, 1993), Carne trémula (Pedro Almodóvar, 1997), La buena estrella (Ricardo Franco, 1997), Barrio (Fernando León de Aranoa, 1998), La hora de los valientes (Antonio Mercero, 1998), Las 13 rosas (Emilio Martínez-Lázaro, 2007), Torrente 4 (Santiago Segura, 2011), Torrente 5 (Santiago Segura, 2014) y Julieta (Pedro Almodóvar, 2016). 